# Edwin Portillo
Edwin Portillo (Metapán, 17 de noviembre de 1962) es un entrenador salvadoreño de fútbol. Actualmente dirige al club Leones de Occidente de la Segunda División de su país. Con el Isidro Metapán de la Primera División de El Salvador, conquistó siete títulos de campeón en torneos cortos.

## Trayectoria
Durante su etapa como jugador de fútbol, Portillo vistió la camisola de los equipos metapanecos de la Liga de Ascenso del Club Deportivo Metapán y Club Deportivo CESSA entre los años 1977 y 1990. Con CESSA consiguió el ascenso a primera división el año 1985. El año 2001, ya como director técnico, logró el ascenso de Isidro Metapán para la primera división salvadoreña. Tras desvincularse por unos años del equipo, volvió a dirigirlo el 2007, y logró el campeonato del Torneo Clausura.
Desde ese título, ha ganado otras seis finales de torneos cortos: Apertura 2008, Clausura 2009, Clausura 2010, Apertura 2010, Apertura 2011 y Apertura 2012, por lo que es el entrenador con más títulos en la historia de la Primera División de El Salvador. Fue cesado del equipo metapaneco en la décima fecha del Torneo Clausura 2013, tras una serie de malos resultados.

## Palmarés

### Campeonatos nacionales

#### Como jugador
| Título          | Club     | País        | Año  |
| --------------- | -------- | ----------- | ---- |
| Liga de Ascenso | CD CESSA | El Salvador | 1985 |

#### Como entrenador
| Título          | Club              | País        | Año  |
| --------------- | ----------------- | ----------- | ---- |
| Torneo Clausura | AD Isidro Metapán | El Salvador | 2007 |
| Torneo Apertura | AD Isidro Metapán | El Salvador | 2008 |
| Torneo Clausura | AD Isidro Metapán | El Salvador | 2009 |
| Torneo Clausura | AD Isidro Metapán | El Salvador | 2010 |
| Torneo Apertura | AD Isidro Metapán | El Salvador | 2010 |
| Torneo Apertura | AD Isidro Metapán | El Salvador | 2011 |
| Torneo Apertura | AD Isidro Metapán | El Salvador | 2012 |